# St. Laurentius (Glücksburg)

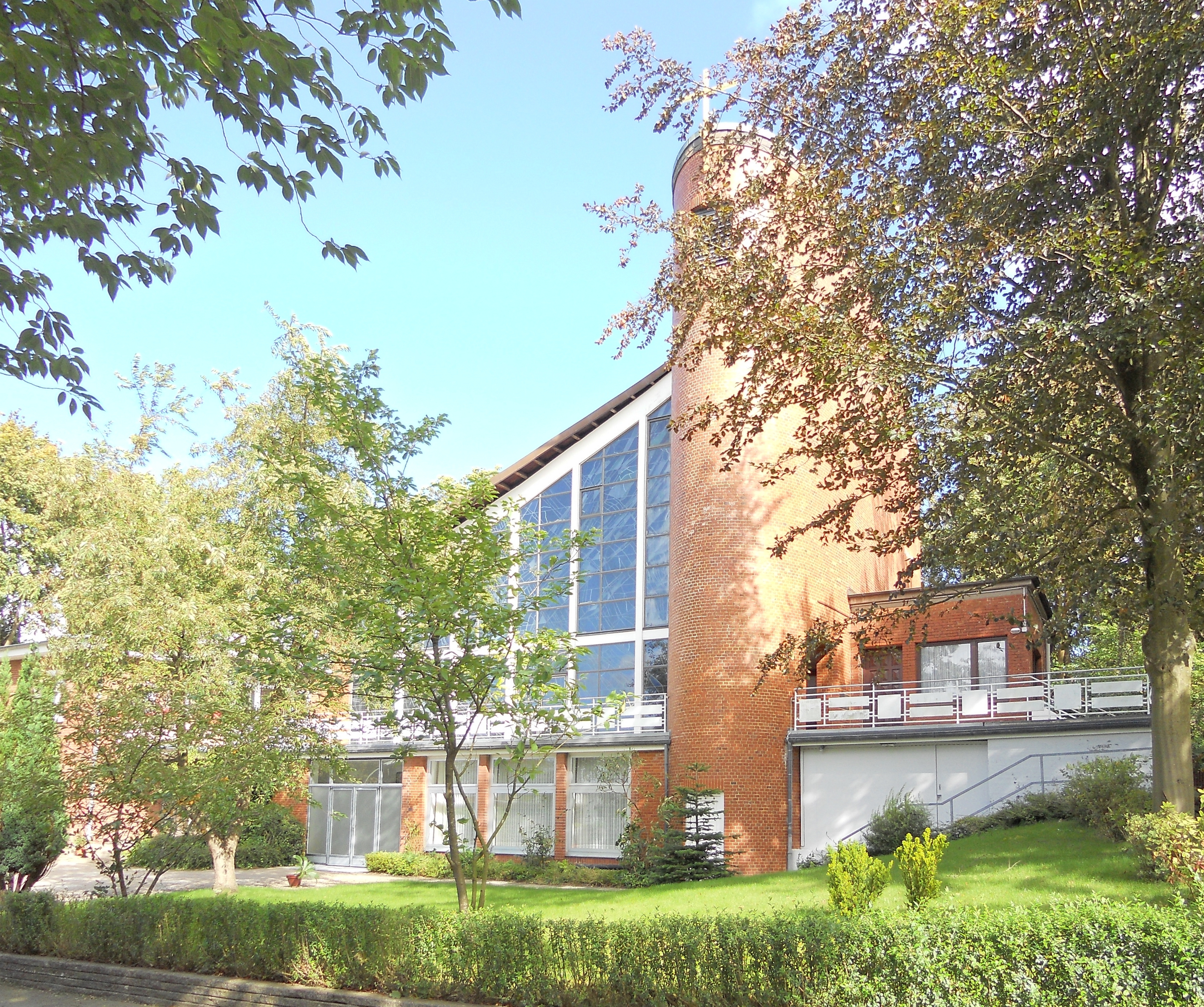
Außenansicht mit Turm

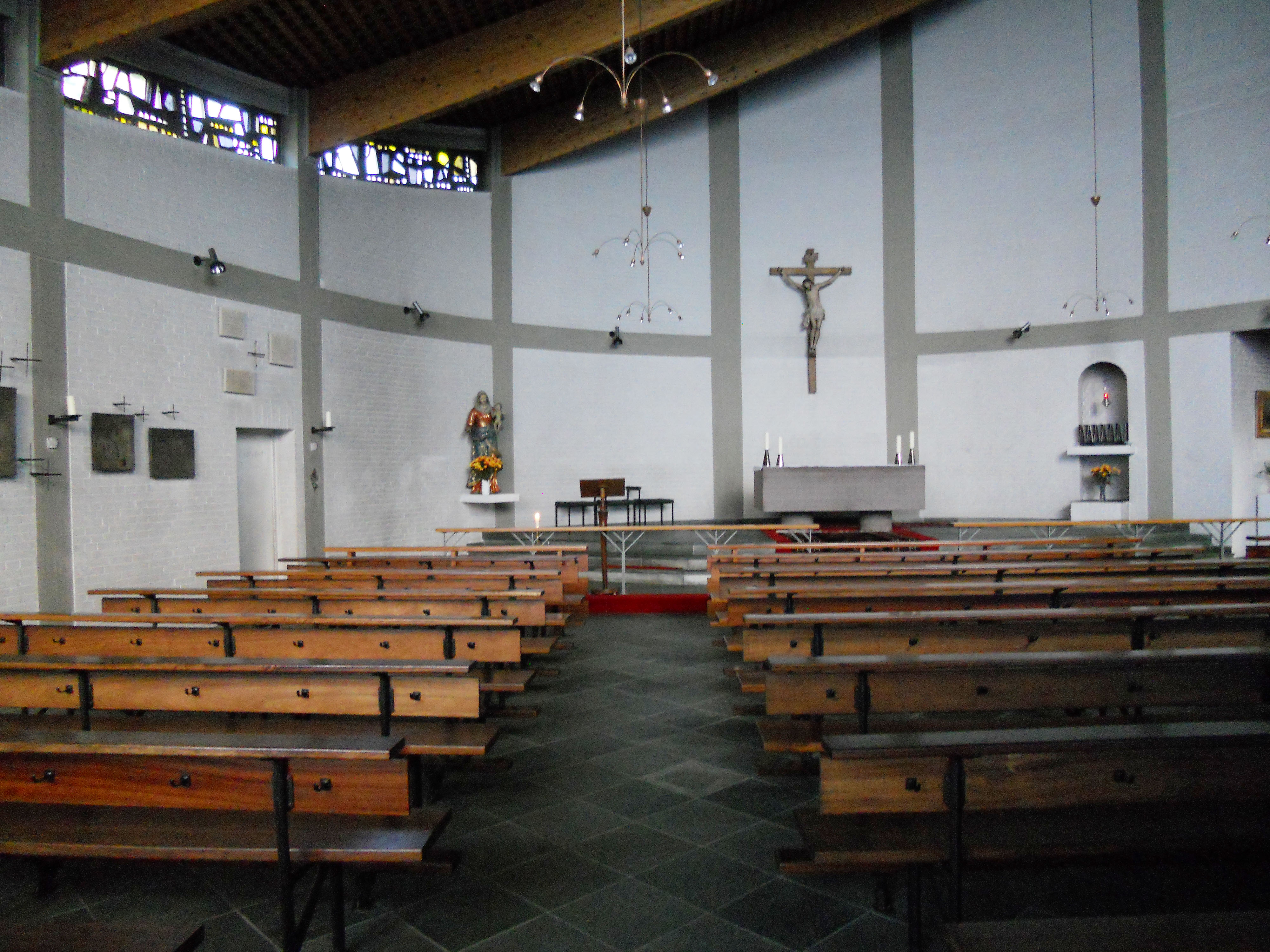
Blick zum Altar

St. Laurentius ist eine katholische Kirche in Sandwig, einem Ortsteil von Glücksburg in Schleswig-Holstein.

## Architektur und Ausstattung
Das Gebäude wurde von 1962 bis 1964 errichtet. Der Haupteingang der Kirche ist über den vor der Kirche angebauten Turm erreichbar. Im Durchgang hängt ein größeres Kruzifix. Die Orgel wurde 1990 durch Bruno Christensen & Söhne aus Terkelsbüll gebaut. Ein an der Westfront befindliches wandgroßes, französisches Kathedralglasfenster mit den Elementen sowie ein Kreuzweg gehören zur Ausstattung. Die Glocken gis’, h’ und c’’ wurden 1977 und 1993 von der Karlsruher Glockengießerei gegossen. Der Altartisch aus Beton steht auf zwei runden massigen Betonsäulen. Über dem Tabernakel in einer Nische des Altarraums hängt das ewige Licht.

## Gemeindegeschichte
Das Patrozinium des hl. Laurentius knüpft an die Laurentiuskirche in Munkbrarup an, die älteste Kirche der Region. Der Rost, das Attribut des Heiligen, erscheint auch in den Wappen von Munkbrarup und Glücksburg.
Nach der Reformation gab es in Glücksburg erst seit 1926 katholische Gottesdienste. Bis 1937 arbeiteten dort Hilfsgeistliche aus Flensburg. Von 1937 bis 1945 wurden Gottesdienste von Flensburg aus gehalten. Die Gemeinde wurde 1946 Seelsorgebezirk, 1964 Kuratie und 1976 Pfarrei. Durch strukturelle Veränderungen im Erzbistum Hamburg gehört die Gemeinde seit 2008 zur Pfarrei St. Marien Schmerzhafte Mutter im Dekanat Flensburg.
2023 wurde die Kirche zum Verkauf angeboten. Erzbischof Stefan Heße profanierte die Kirche am 1. August 2024.